# Manihot chlorosticta
Manihot chlorosticta là một loài thực vật có hoa trong họ Đại kích. Loài này được Standl. & Goldman mô tả khoa học đầu tiên năm 1911.